# Кадена
Кадена́ (яп. 嘉手納町, かでなちょう, МФА: [kadena t͡ɕoː]?) — містечко в Японії, в повіті Накаґамі префектури Окінава.  Отримало статус містечка 1976 року. Площа становить 15,04 км². Станом на 1 липня 2012 року населення складало 13 727  осіб, густота населення — 913 осіб/км².   
Протягом 1429—1871 років територія Кадени входила до складу Рюкюської держави. 1871 року остання була перетворена на японський автономний уділ Рюкю. 1879 року цей уділ анексувала Японська імперія, яка перетворила його на префектуру Окінава.

## Клімат
Місто знаходиться у зоні, котра характеризується вологим субтропічним кліматом. Найтепліший місяць — липень із середньою температурою 27.8 °C (82 °F). Найхолодніший місяць — січень, із середньою температурою 15 °С (59 °F).
| Клімат Кадени           | Клімат Кадени | Клімат Кадени | Клімат Кадени | Клімат Кадени | Клімат Кадени | Клімат Кадени | Клімат Кадени | Клімат Кадени | Клімат Кадени | Клімат Кадени | Клімат Кадени | Клімат Кадени | Клімат Кадени |
| Показник                | Січ.          | Лют.          | Бер.          | Квіт.         | Трав.         | Черв.         | Лип.          | Серп.         | Вер.          | Жовт.         | Лист.         | Груд.         | Рік           |
| Середній максимум, °C   | 18            | 19            | 20            | 23            | 26            | 28            | 31            | 30            | 30            | 27            | 24            | 20            | 24            |
| Середня температура, °C | 15            | 16            | 17            | 21            | 23            | 26            | 28            | 27            | 27            | 24            | 21            | 17            | 21            |
| Середній мінімум, °C    | 12            | 13            | 14            | 18            | 21            | 23            | 25            | 25            | 24            | 21            | 18            | 14            | 19            |
| Норма опадів, мм        | 100           | 106           | 128           | 168           | 238           | 301           | 193           | 245           | 154           | 129           | 133           | 111           | 2007          |
| ----------------------- | ------------- | ------------- | ------------- | ------------- | ------------- | ------------- | ------------- | ------------- | ------------- | ------------- | ------------- | ------------- | ------------- |
| Джерело: Weatherbase    |               |               |               |               |               |               |               |               |               |               |               |               |               |